# پدرو کاردوسو
پدرو کاردوسو (انگلیسی: Pedro Cardoso (Brazilian actor)) یک هنرپیشه اهل برزیل است. وی از سال ۱۹۸۰ میلادی تاکنون مشغول فعالیت بوده‌است.